# Tạ Văn Hạ
Tạ Văn Hạ (sinh ngày 24 tháng 1 năm 1970) là một chính trị gia người Việt Nam. Ông hiện là đại biểu Quốc hội Việt Nam khóa 15 nhiệm kì 2021-2026, thuộc đoàn đại biểu quốc hội tỉnh Quảng Nam, Phó Chủ nhiệm Uỷ ban Văn hoá, Giáo dục của Quốc hội; Bí thư Chi bộ Văn hóa, Giáo dục; Phó Chủ tịch Nhóm Nghị sĩ hữu nghị Việt Nam – Hungary (đại biểu chuyên trách trung ương).
Ông lần đầu trúng cử đại biểu Quốc hội năm 2016 ở đơn vị bầu cử số 1, tỉnh Bạc Liêu gồm có Thành phố Bạc Liêu và các huyện Vĩnh Lợi, Hòa Bình ; đại biểu Quốc hội Việt Nam khóa 14 nhiệm kì 2016-2021, thuộc đoàn đại biểu quốc hội tỉnh Bạc Liêu, Ủy viên Thường trực Ủy ban Văn hóa, Giáo dục, Thanh niên, Thiếu niên và Nhi đồng của Quốc hội, Phó Chủ tịch Nhóm nghị sĩ hữu nghị Việt Nam - Rumani.

## Xuất thân
Tạ Văn Hạ sinh ngày 24 tháng 1 năm 1970 quê quán ở TDP Trung, phường Bích Động, thị xã Việt Yên, tỉnh Bắc Giang. Ông hiện cư trú ở Số 10, ngõ 149 Nguyễn Ngọc Nại, phường Khương Mai, quận Thanh Xuân, thành phố Hà Nội.

## Giáo dục
- Giáo dục phổ thông: 12/12[1]
- Đại học Thái Nguyên chuyên ngành Kinh tế[1]
- Trường Đại học Công nghiệp Thái Nguyên chuyên ngành điện[1]
- Thạc sĩ Quản lý Kinh tế
- Cao cấp lí luận chính trị[1]

## Sự nghiệp
Ông gia nhập Đảng Cộng sản Việt Nam vào ngày 18/5/2004.
Khi lần đầu ứng cử đại biểu Quốc hội Việt Nam khóa 14 vào tháng 5 năm 2016 ông đang là Đảng ủy viên Đảng bộ cơ quan Văn phòng Quốc hội, Chánh văn phòng Đảng ủy, Văn phòng Quốc hội, làm việc ở Văn phòng Quốc hội, đã bảo vệ Luận văn Thạc sĩ chuyên ngành Kinh doanh và quản lý (chờ cấp bằng).
Ông lần đầu trúng cử đại biểu Quốc hội năm 2016 ở đơn vị bầu cử số 1, tỉnh Bạc Liêu gồm có Thành phố Bạc Liêu và các huyện Vĩnh Lợi, Hòa Bình, được 175.834 phiếu, đạt tỷ lệ 68,94% số phiếu hợp lệ.
Ông từng là Ủy viên Thường trực Ủy ban Văn hóa, Giáo dục, Thanh niên, Thiếu niên và Nhi đồng của Quốc hội, Phó Chủ tịch Nhóm nghị sĩ hữu nghị Việt Nam - Rumani.
Ông đang làm việc ở Uỷ ban Văn hoá, Giáo dục của Quốc hội (Đại biểu chuyên trách: Trung ương).